# 3967 Шехтелія
3967 Ше́хтелія (3967 Shekhtelia) — астероїд головного поясу, відкритий 16 грудня 1976 року.
Тіссеранів параметр щодо Юпітера — 3,108.
Названо на честь російського архітектора та графіка Шехтеля Федора Осиповича (1859-1926).